# Synagoga w Ciepielowie
Synagoga w Ciepielowie – została zbudowana w 1887 według projektu Lucjana Mierzejewskiego. Podczas I wojny światowej, 9 lipca 1915 roku, została spalona. Wyremontowano ją dopiero w 1929 roku. 
Podczas II wojny światowej hitlerowcy zdewastowali synagogę i urządzili w niej magazyn. W budynku synagogi znajdował się magazyn gminnej spółdzielni obecnie jest ona w ruinie.
Murowany budynek synagogi wzniesiono z czerwonej cegły, przykryty czterospadowym łamanym dachem polskim, krytym wtórnie blachą.